# 最適性理論
最適性理論（さいてきせいりろん、Optimality Theory）は言語学の理論の一つ。1993年にアラン・プリンスとポール・スモレンスキーによって提唱された。1993年に出回った草稿は音韻論を対象にしたものであり、それ以降の研究も音韻論を主に対象としているが、語彙機能文法などと結びついて統語論への応用も試みられている。
最適性理論は、言語の表層の形式が従わなければならない制約の集合を与える。さらに、文法を制約のランク付けで表せると考える。これによって、ある言語における音韻現象、さらには言語の獲得、類型、歴史的変化の問題を説明しようとする。最適性理論は、深層の形と表層の形を区別する点で生成文法の考え方を引き継いでいるが、生成音韻論とは異なり、変形規則が順番に適用されて表層の形が得られるとは考えず、並行的な計算の結果、候補のうち最適なものが生き残るとしている点で、よりニューラルネットワークとの親和性を考慮したものになっている。

## 歴史
最適性理論は、文法を表層への制約(output constraint)としてとらえる。その理由を日本語を通して説明すると以下の通りである。和語の単語をみてみると、濁音を二つ含む語幹は（一部の例外を除いて）存在しない。このような制約は、文法の入力にかかる制約としてとらえられていた（morpheme structure constraint)。しかし、この制約は、連濁を阻止することでも知られている（ライマンの法則）。さらには、外来語でもこの制約が、濁音促音を無音化することが知られている。つまり、入力に関わると思われていた制約が、プロセスの阻止やプロセスのトリガーに関わっていることになる。
よって最適性理論以前の理論だと、同じ制約を入力と出力、両方に記述する必要がある(duplication problem)。であるとするならば、出力だけに制約をかけ、入力に全く制約をかけない（Richness of the Base)とすることで、この問題を回避しようとしたのが最適性理論である。

## 制約
制約は忠実性制約(faithfulness constraints)と有標性制約(markedness constraints)の二つに分けられる。忠実性制約は、例えば「削除をしてはならない」や「挿入をしてはならない」のように、出力が入力と一致すること（＝出力が入力に忠実であること）を求める制約である。他方、有標性制約は、例えば「音節は母音で終わらなければならない」のように、より自然な（無標な）形式が出力となることを要求する制約である。制約は絶対に違反してはならないものではなく、制約間に優先順位が設けられ、優先順位の高い制約に違反していないものが表層の形式として勝ち残ると考える。制約は言語を問わず普遍的であり、その優先順位のみが言語によって異なるとされることが多い。

## 実際の分析例
最適性理論の分析は評価表/タブロー(tableau)によって表現される。次は英語の複数形の発音に関する簡単な分析例である。
| /cat/ + /-z/ | VOICE HARMONY | IO-IDENT |
| ☞[cats]      |               | *        |
| [catz]       | !*            |          |

ここでVOICE HARMONYは子音の連続において有声性が一致しなければいけないという有標性制約とし、一方、IO-IDENTは入力の形式を維持することを求める忠実性制約とする。英語では、前者が後者より優先順位が高くなっていると考える（優先順位の高い候補を左側に置く）。ここでは入力の形式は最上段に示された/cat/ + /-z/であり、それに対する表層の形式の候補が縦に並ぶ。*は制約に対する違反を示している。[cats]はIO-IDENTに違反しているが、[catz]がより優先順位の高い制約に違反しているため、[cats]が表層の形式として勝ち残る。!はその違反がその候補にとって致命的であることを示し、また網掛け部分はもはや候補の勝敗に関係がないことを示している。ここでは☞によって勝者を示している。

## 発展
1993年に出回った草稿により、最適性理論は音韻論における最も重要な理論の一つとなった。1993年以降、最適性理論が適用されたトピックとしては、習得理論、韻律音韻論、韻律形態論、借用語適応、母音調和、詩の言語的研究、声調、イントネーションなど幅広い。また1993年の理論の限界も指摘され、様々な修正が提唱されている。
統語論の分野では音韻論ほど最適性理論は影響力を与えていないが、1997年に発表されたジェーン・グリムショウの論文では、最適性理論の枠組みでのwh-移動の分析がなされた。また語彙機能文法(Lexical functional grammar)との統合も試みられている。

## 今後の課題
- 制約は何個あるのか
- どのような制約が許されるべきなのか
- 透明性の問題（最適性理論において透明性はどのように扱われるべきか）
- 派生は最適性理論に必要か
- 忠実性はどのように表されるべきか
- 有標性はどこからくるのか
- 習得(制約の順序はどのように習得されるのか、実際に観察される言語習得パターンをうまく説明できるのか）
- 計算可能性の問題（最適性理論は無限の計算を含むので、実際に計算は可能なのか）
- 表示の問題（最適性理論において、音韻表示はどのような形をとるべきか）
- 文法モジュールの問題（最適性理論において、形態論や音声部門は、音韻論と独立したモジュールとして存在するべきなのか）

## 教科書
- Langendoen T. and Archangeli D. (1997) (eds.) Optimality Theory. An Overview.

- Kager, Rene (1999) Optimality Theory. Cambridge University Press.
- McCarthy, John (2002) A Thematic Guide to Optimality Theory. Cambridge University Press.
- McCarthy, John (2003) Optimality Theory in Phonology: A reader. Blackwell.
- Prince, A. and Smolensky, P. (2004) (eds.) OPTIMALITY THEORY: Constraint Interaction in Generative Grammar. Oxford: Blackwell.
- McCarthy, John (2008) Doing Optimality Theory. Blackewell.

なお、Prince, A. and Smolensky, P (2004) (eds.)には、邦訳（深澤はるか訳（2008）『最適性理論ー生成文法における制約相互作用』東京：岩波書店.）がある。